# Piotr Porębski
Piotr Porębski herbu Kornic (ur. ok. 1500, zm. w 1564) – oficjał generalny i kanonik krakowski, proboszcz oświęcimski, kantor katedry krakowskiej,  kanclerz królowej węgierskiej Izabeli Zapolyi i proboszcz w Peczu około 1540 roku.